# Galáxia Cata-vento do Sul
A galáxia Cata-vento do Sul (Messier 83, NGC 5236) é uma galáxia espiral barrada localizada a aproximadamente quinze milhões de anos-luz (cerca de 4,59 megaparsecs) de distância na direção da constelação de Hydra. Esta galáxia possui uma magnitude aparente de +7,5, uma declinação de -29° 51' 04" e uma ascensão reta de 13 horas, 37 minutos e 0,2 segundos.
Mais especificamente classificada, a galáxia NGC 5236 é uma galáxia espiral barrada. Foi descoberta em 23 de fevereiro de 1752 por Nicolas Louis de Lacaille.

## Descoberta e visualização
A galáxia espiral barrada foi descoberta por Nicolas Louis de Lacaille em 23 de fevereiro de 1752, tornando-se o objeto Lac I.6 de sua lista. É a primeira galáxia descoberta fora do grupo local e a terceira descoberta entre todas as galáxias: apenas a galáxia de Andrômeda e Messier 32 foram descobertas anteriormente.
O astrônomo francês Charles Messier catalogou-a em 17 de fevereiro de 1781, declarando que "apenas pessoas habilidosas em concentração podem visualizá-la".

## Características

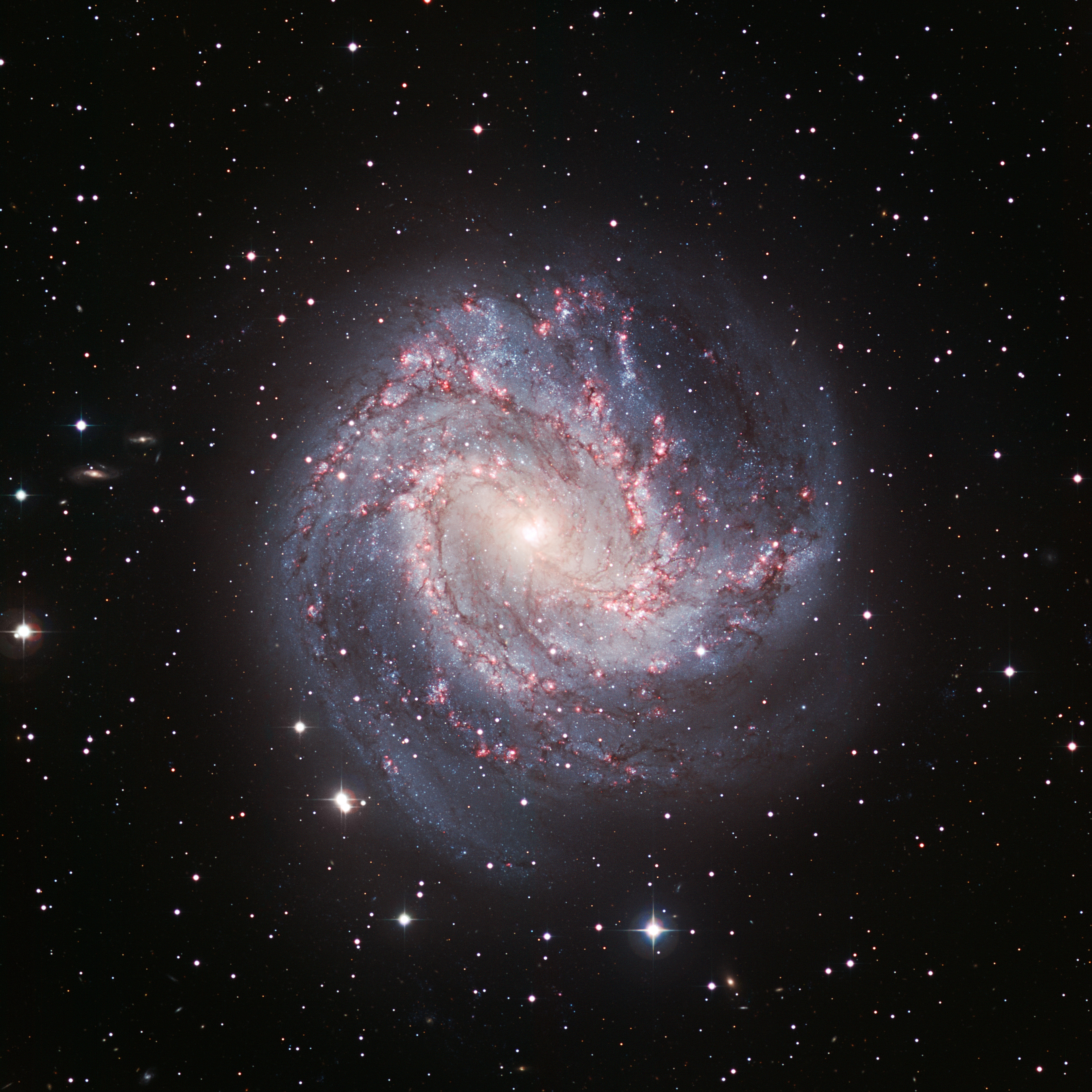
Galáxia do Cata-vento, ESO

Foi classificada entre uma galáxia espiral e galáxia espiral barrada, segundo Gérard de Vaucouleurs. Apresenta pontos azuis e vermelhos em seus braços: os pontos vermelhos aparentemente são nebulosas difusas, excitadas pelas suas estrelas jovens muito quentes. Os pontos azuis são aglomerados estelares recém-formadas. Entre os notáveis braços há regiões pouco densas em estrelas. As nuvens escuras da galáxia também acompanham sua estrutura espiral e é particularmente notável em seu núcleo galáctico, de apenas 20 segundos de grau de diâmetro aparente, composta de estrelas amareladas e se estendem através da barra galáctica.
Situa-se a cerca de 15 milhões de anos-luz em relação à Terra e está se afastando do Sistema Solar a uma velocidade de 337 km/s. É a galáxia dominante de seu grupo de galáxias, o grupo M83, juntamente com Centaurus A e NGC 5253. Outras galáxias que fazem parte do grupo são NGC 4945, NGC 5102, NGC 5164, NGC 5408, ESO 381-20, ESO 324-24, ESO 444-84, ESO 325-11 e ESO 383-87.
Até o momento, foram registradas seis supernovas na galáxia: SN 1923A, descoberta por Carl Otto Lampland no observatório Lowell, alcançando a magnitude aparente máxima 14; SN 1945B, detectada somente em 1990 por William Liller, ativa ente 13 de julho a 7 de agosto de 1945; SN 1950B, descoberta por Guillermo Haro, alcançando a magnitude máxima 14,5; SN 1957D, descoberta por H. S. Gates em 13 de dezembro de 1953, alcançando a magnitude máxima 15; SN 1968L, descoberta visualmente pelo astrônomo amador Jack C. Bennett, alcançando a magnitude máxima entre 11 e 12, sendo uma supernova tipo I;  e SN 1983N, descoberta em 3 de julho de 1983 e alcançando a magnitude máxima 12,5. É uma das galáxias com mais supernovas descobertas no catálogo Messier, equiparada apenas por Messier 61. Dentre todas as galáxias conhecidas, é superada apenas por NGC 6946, com nove supernovas.

## Galeria

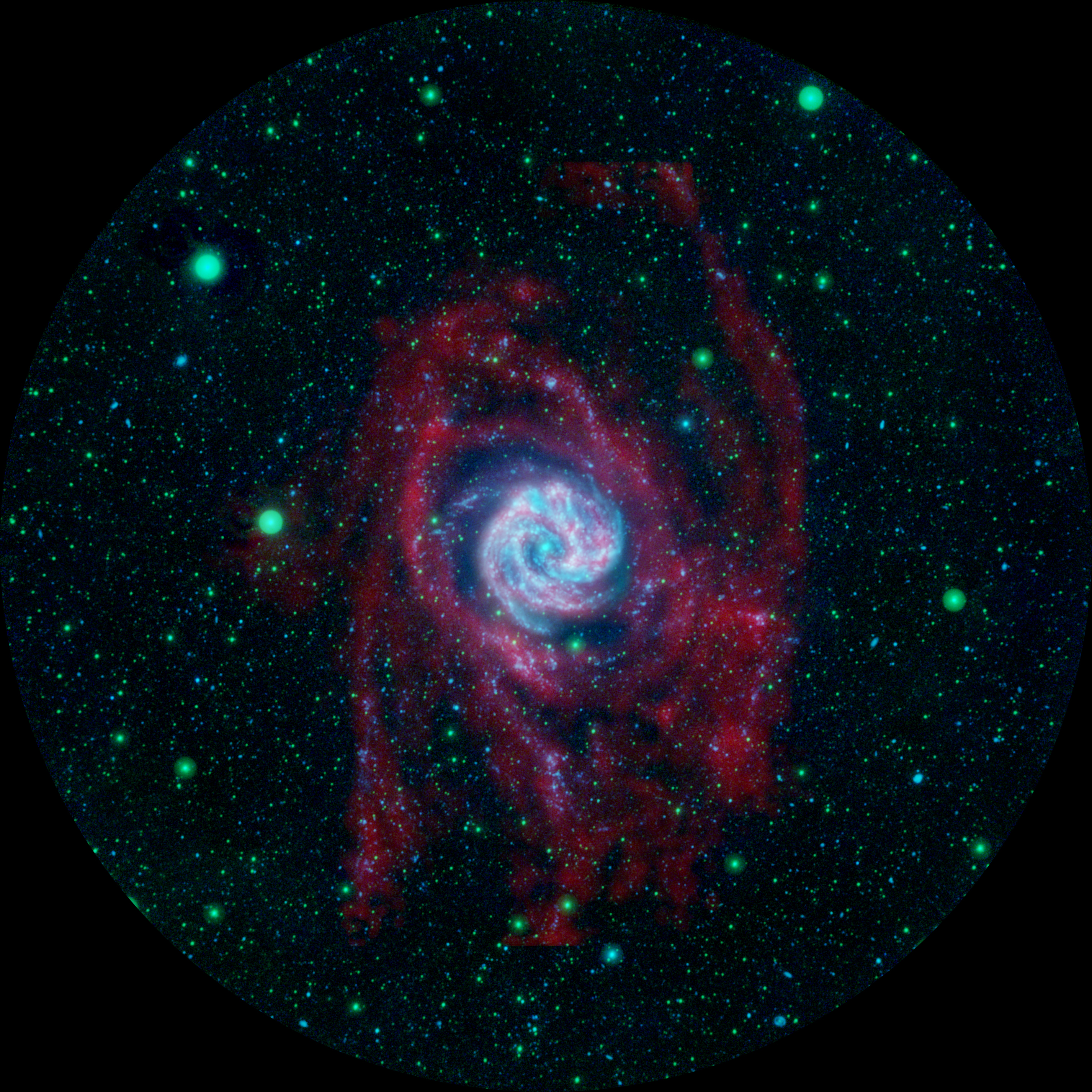
Galáxia do Cata-vento, GALEX
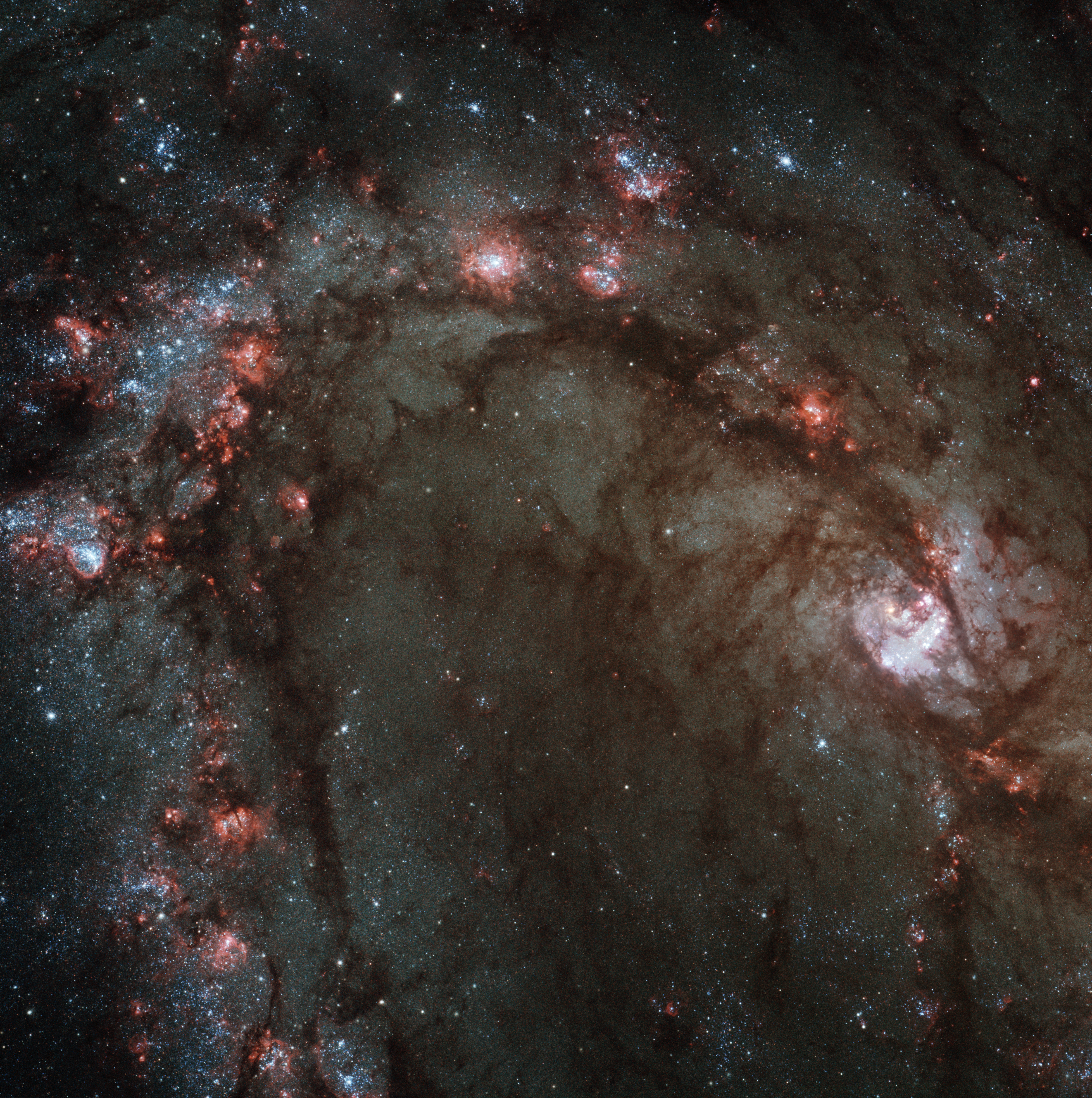
Galáxia do Cata-vento, Telescópio Espacial Hubble
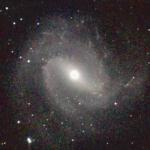
Galáxia do Cata-vento, projeto 2MASS
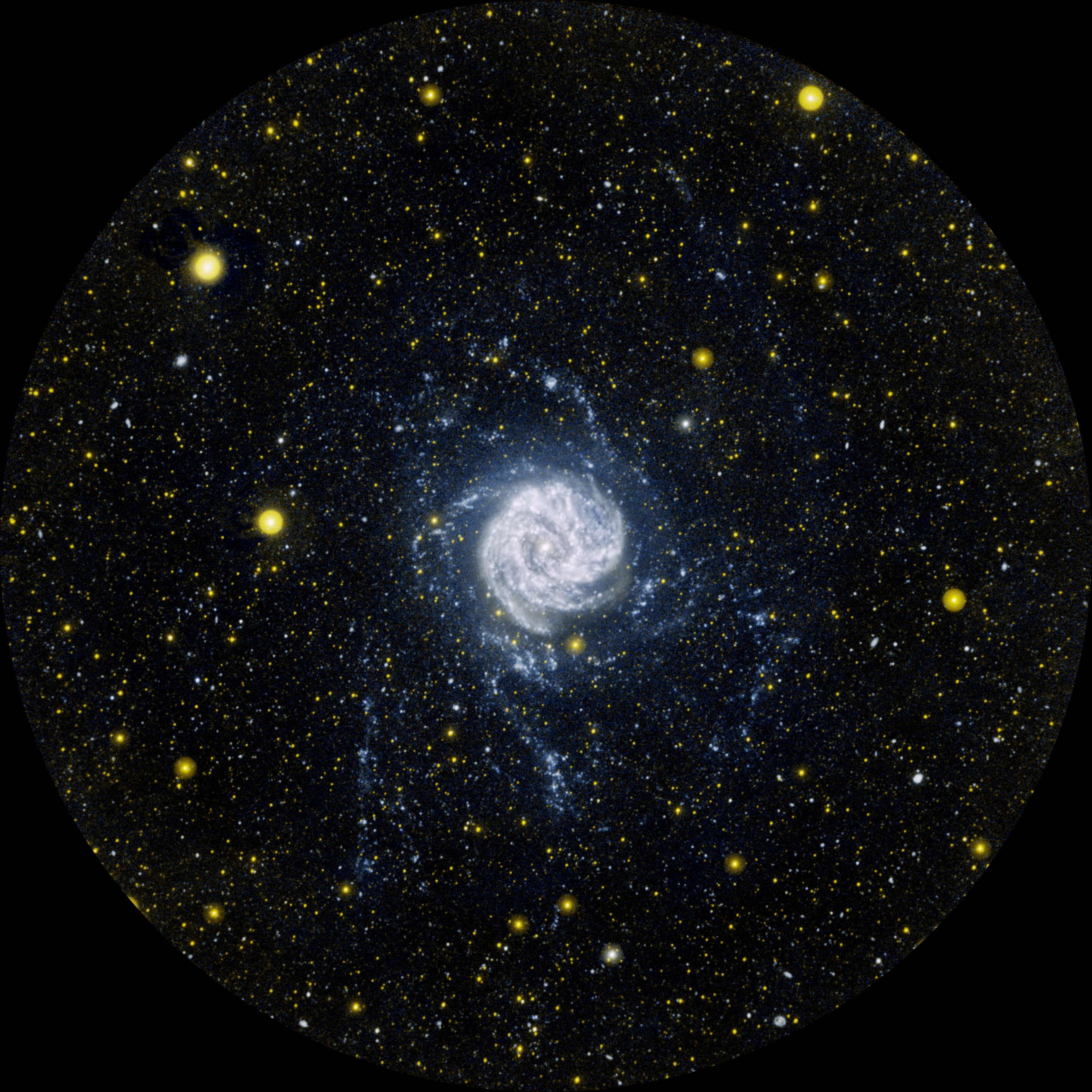
Galáxia do Cata-vento, GALEX
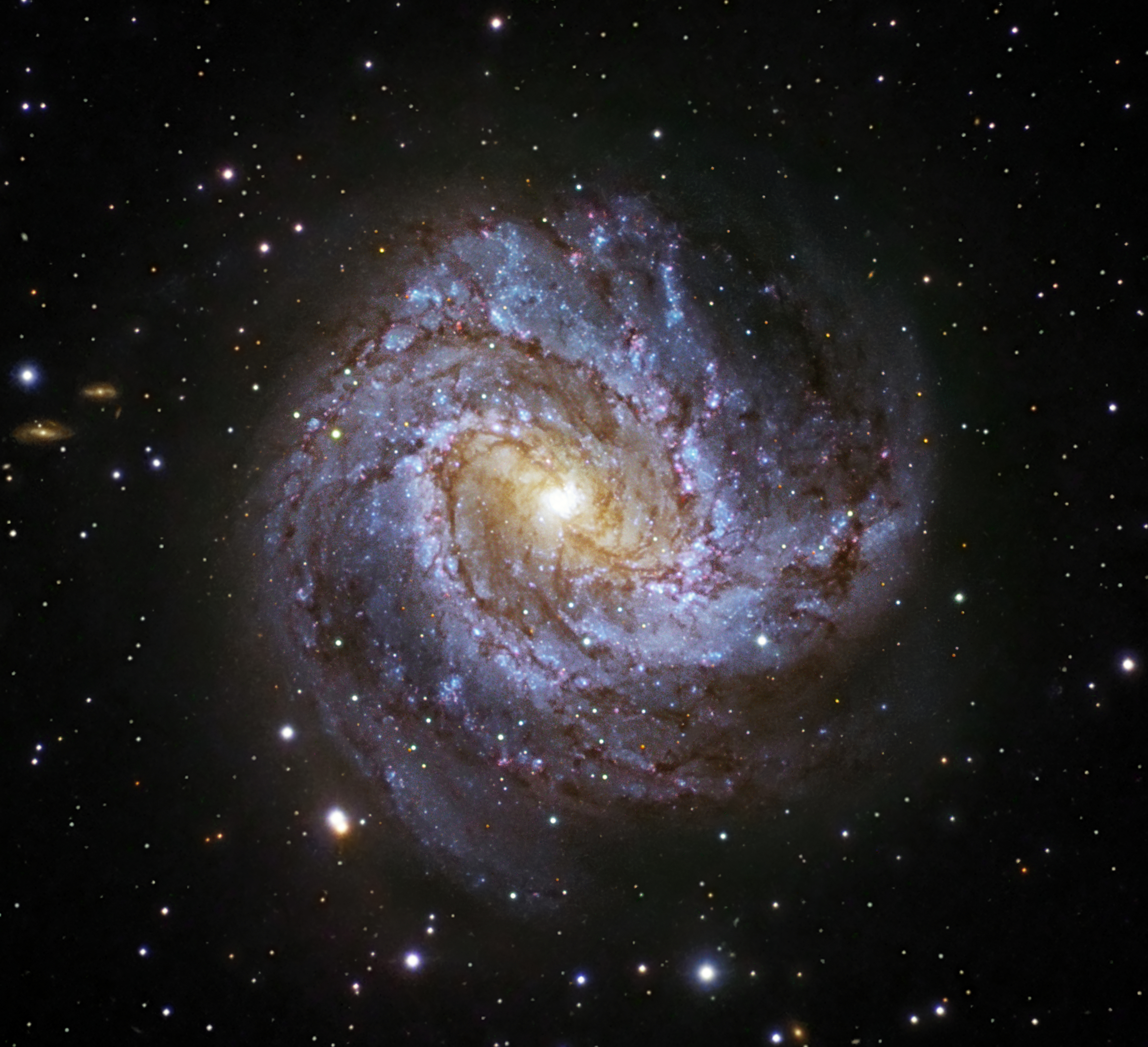
Galáxia do Cata-vento, ESO
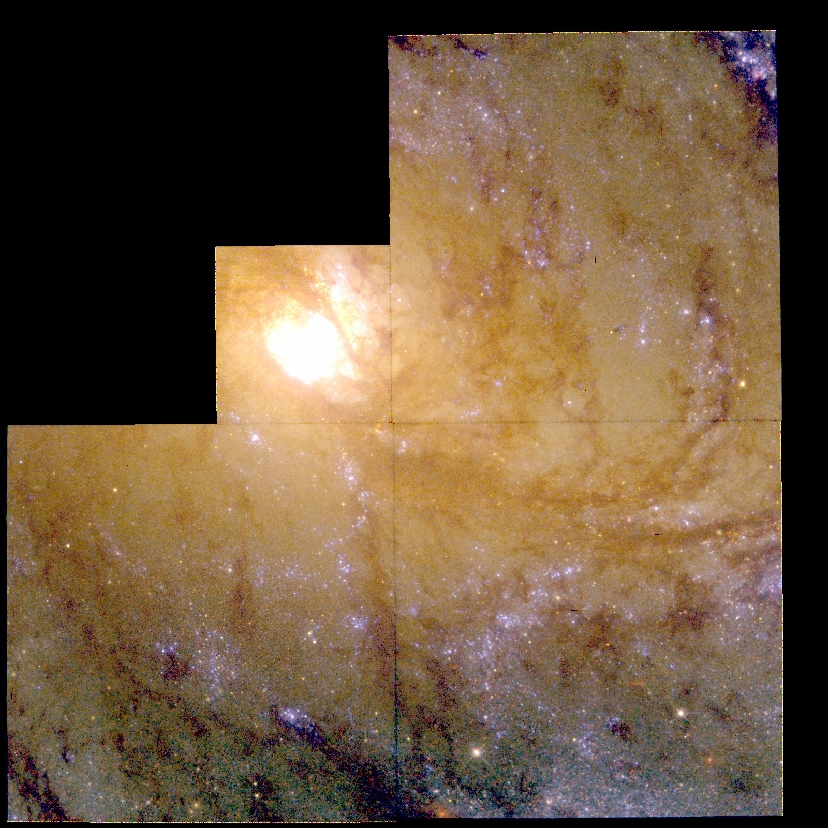
Galáxia do Cata-vento, Telescópio Espacial Hubble
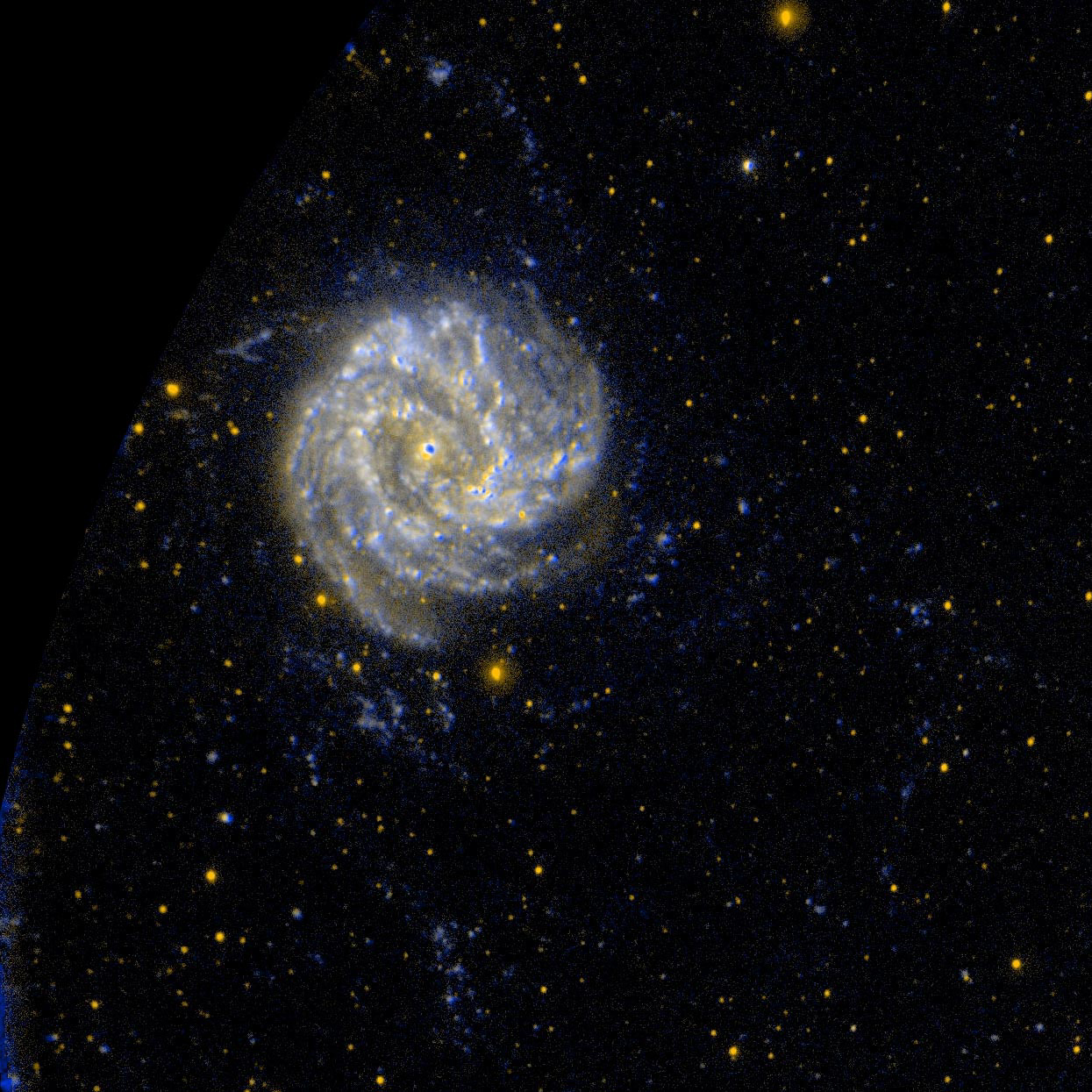
Galáxia do Cata-vento, GALEX
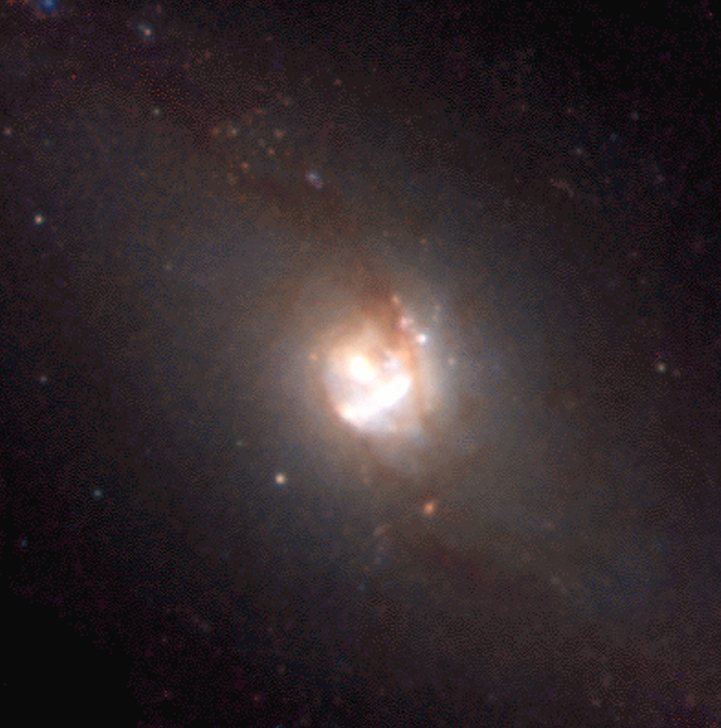
Galáxia do Cata-vento, ESO
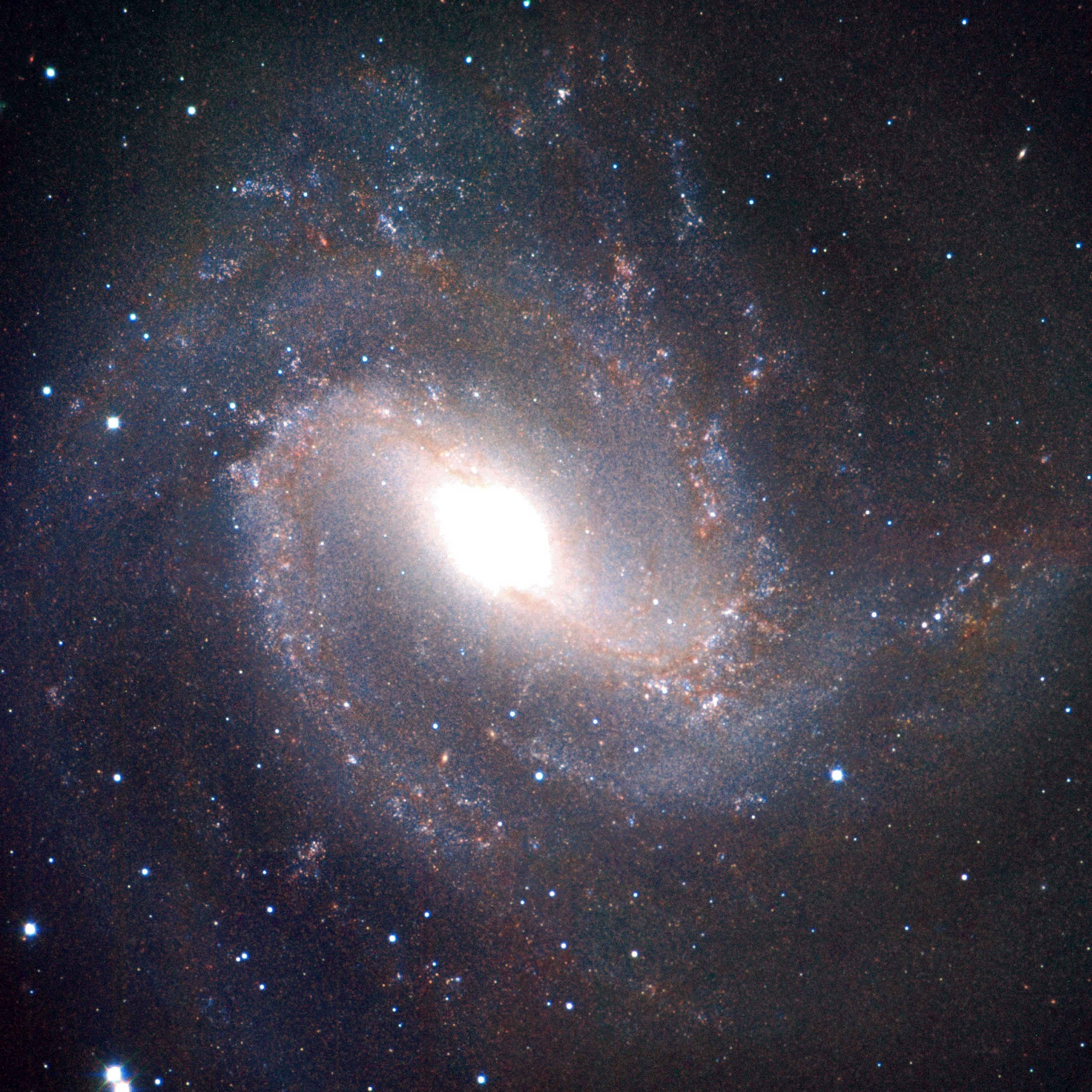
Galáxia do Cata-vento, ESO